# Julia Thorell
Julia Thorell, ursprungligen Julia Kristina Thorell, född 18 januari 1984 i Enskede församling i Stockholm, är en svensk författare, serieskapare och illustratör. Hon har tecknat i en mängd svenska tidningar och har givit ut barnböckerna Bruno 3000 och Julias värld samt serieromanerna Juni och Fri kärlek.

## Biografi
Julia Thorell har sysslat med att teckna sedan hon var liten. I tonåren engagerade hon sig i Stockholms kulturhus fanzinegrupp.
Hon gick 2005–07 på den grundläggande konstutbildningen på Gerlesborgsskolan i Stockholm. Därefter studerade hon grafisk design och illustration på Konstfack i Stockholm, där hon tog kandidatexamen och magisterexamen.
Thorell har under årens lopp medverkat som illustratör i tidningar som Galago, Dagens Nyheter och Arbetaren.
2012 skrev och tecknade hon efter eget manus serieromanen Juni (Kartago förlag). I centrum för bokens tio berättelser finns den unga kvinnan Juni, uppvuxen på åttiotalet, med kollektiv och fri uppfostran. Historien visar upp Junis liv från barndomen i hippiefamiljens gränslöshet till studier på Konstfack och ett vuxet liv. Julia Thorell säger själv att seriefiguren är en form av ett alter ego, men att böckerna är fiktiva berättelser.
Albumet blev senare även nominerat till Urhunden för årets album.
2013 återkom Thorell på Kartago förlag med serieromanen Fri kärlek. Historien handlar om fri kärlek och problematiken omkring ämnet. Även i den här boken är den unga kvinnan Juni i centrum, och berättelsen följer henne genom hennes olika relationer.
Hon har även illustrerat barnböckerna om Bruno 3000 (Alfabeta), som har getts ut under 2016 och 2017. 
2017 har Julia Thorell författat och illustrerat en bilderbok för barn, Julias värld (Natur & Kultur).  

## Stil
Julia Thorell ritar bilder och berättelser på papper. Därefter skannas bilderna in för att kunna vidarebehandlas på dator. Själv jämför hos sin stil med all sin teckningssvärta med tecknarkollegor som Marjane Satrapi och Nina Hemmingsson. Själva berättelserna är en blandning mellan fiktion och verklighet, och ofta är det nära till det absurda.